# 函館空襲
函館空襲（はこだてくうしゅう）とは、第二次世界大戦（太平洋戦争、大東亜戦争）末期の1945年（昭和20年）7月14日から15日にかけて、アメリカ海軍空母機動部隊の艦載機が行った空襲である。
この頁では同時に行われた道南（渡島総合振興局、檜山振興局管内）の空襲の概要についても記載する。

## 概要
函館は古くから北海道と本州を結ぶ交通の要衝で、函館港は石炭や食糧の積出港となっていた。輸送手段の中心であった青函連絡船やその関連施設が攻撃対象となった一方、函館市街地への被害は少なかった。
1945年（昭和20年）7月14日早朝5時頃、横津岳方面よりアメリカ海軍戦闘機50余機が函館上空に侵入、11時頃まで函館港内および津軽海峡を航行する船舶に対して攻撃を行った。14時頃にも戦闘機30余機により再び攻撃を行った。翌15日は津軽海峡上の船舶に対しての攻撃は行われたが、函館市街への攻撃は行われなかった。
攻撃規模は
- 戦闘機　出撃機数延べ209機
- 爆弾
  - 50ポンド通常爆弾　514個
  - ロケット弾 278個

であった。
この攻撃により青函航路が機能不能に陥った。また、『函館の空襲に関する米国戦略爆撃調査団報告』によると、アメリカ軍の激しい攻撃にもかかわらず、日本軍機が一切防衛しえない状況を目の当たりにして、市民が「戦争の早期終結が待ち望まれることを認識し始めた」と分析されている。

## 攻撃に参加したアメリカ海軍の主な艦艇・航空機
艦艇
- エセックス級航空母艦 - 大型空母[4]
  - エセックス[4]
  - ランドルフ[4]
- インディペンデンス級航空母艦 - 軽空母[4]
  - モンテレー[4]
  - バターン[4]

攻撃に参加した艦艇
- アメリカ海軍空母エセックス
- アメリカ海軍空母ランドルフ
- アメリカ海軍空母モンテレー
- アメリカ海軍空母バターン

航空機
- F4Uコルセア艦上戦闘爆撃機 - 市内称名寺にある函館空襲を記録する会が1989年（平成元年）に建立した慰霊碑碑文による[5]。多くの文献ではグラマンと記載されている。

## 被害

### 函館市内
函館駅空襲（若松ふ頭）
14日、函館桟橋駅の防空壕の中にいた札幌鉄道郵便局函館郵便室の職員が殉職した。当時の作業内容は郵便物の積下しだった。
函館西部地区空襲（駒止町）
14日15時頃、駒止町へ爆弾による攻撃があり、家屋12から13棟が破壊され、死者14名、負傷者16名。発生した火災が西風に煽られ延焼。駒止町、旅籠町、天神町、船見町、鍛治町の169棟、384戸が全焼した。
大門地区空襲
14日、大門交差点の精肉店に爆弾投下され、鉄筋コンクリート造店舗が破壊されたが、死傷者はなかった。

### 青函連絡船
人的被害は次の通り。
- 乗組員死者336名
- 旅客死者52名、負傷者1名
- 飛鸞丸乗船の函館船員養成所生徒　死者14名、負傷者0名
- 大日本帝国海軍派遣警戒隊員 死者27名、負傷者10名

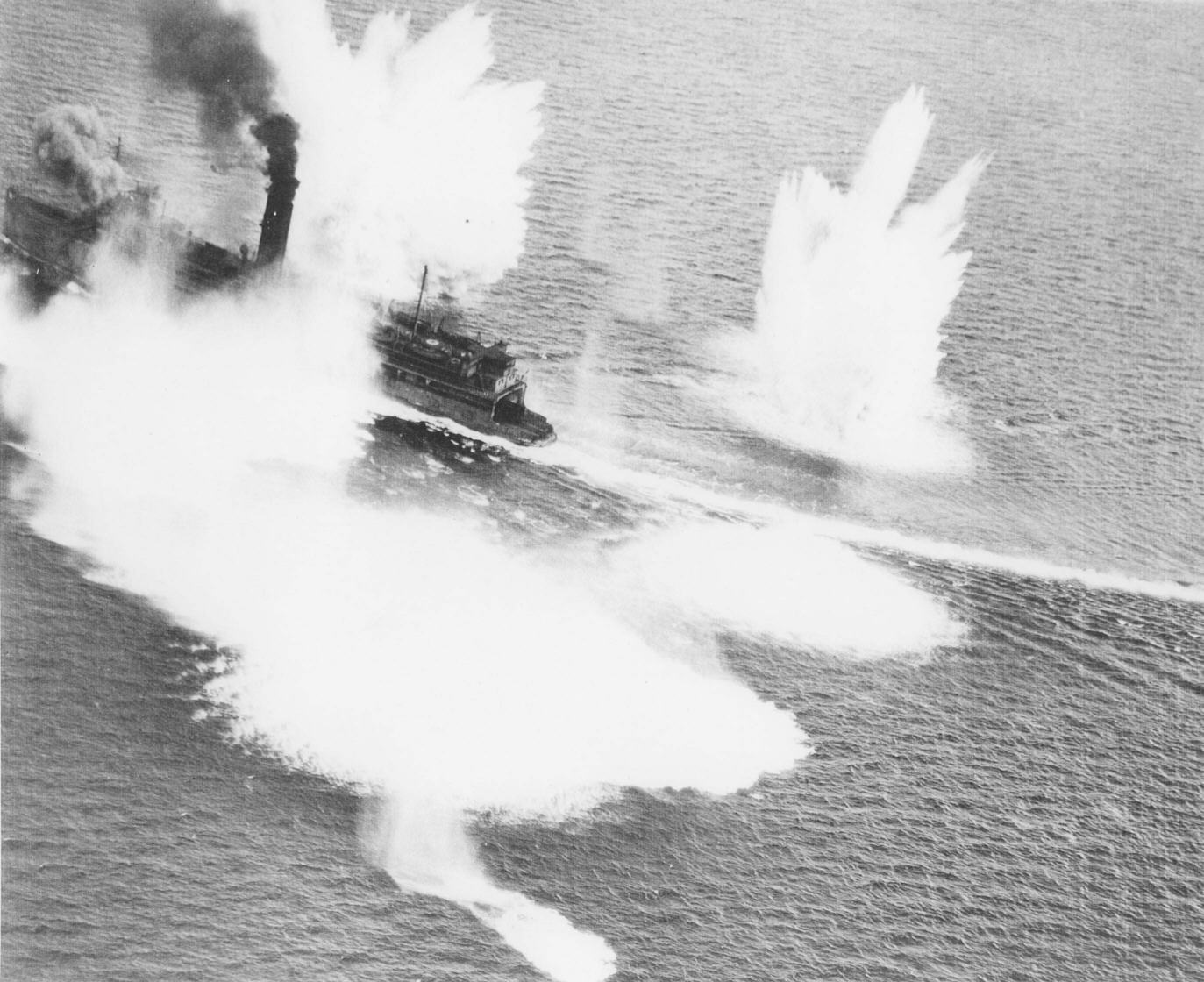
青森港沖で爆撃を受ける翔鳳丸

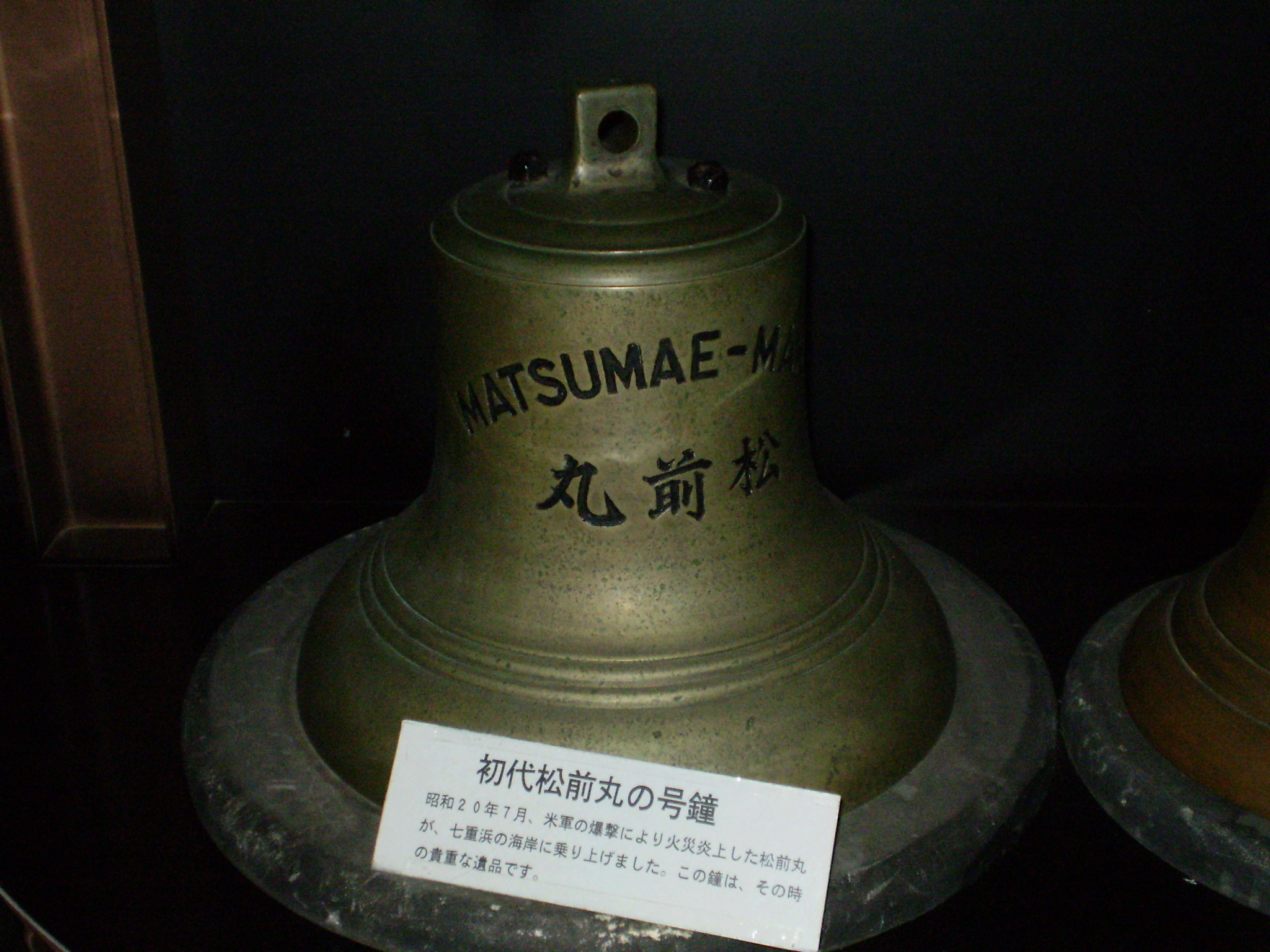
函館市青函連絡船記念館摩周丸に展示されている松前丸 (初代)の号鐘

14日
- 函館港内
  - 第七青函丸[10] - 人的被害なし[10]
  - 第八青函丸[10] - 人的被害なし[10]
- 函館港外
  - 第十青函丸[10] - 人的被害なし[10]
  - 松前丸 (初代)[10] - 乗組員死者22名、負傷者5名[10]
- 津軽海峡上
  - 津軽丸 (初代)[10] - 乗組員死者75名、負傷者0名。乗客死者52名、負傷者1名[10]
  - 第三青函丸[10] - 乗組員死者64名、負傷者9名[10]
  - 第四青函丸[10] - 乗組員死者54名、負傷者3名[10]
- 青森港外
  - 翔鳳丸[10] - 乗組員死者47名、負傷者10名[10]
  - 飛鸞丸[10] - 乗組員死者17名、負傷者5名[10]
  - 第二青函丸[10] - 乗組員死者21名、負傷者11名[10]
  - 第六青函丸[10] - 乗組員死者32名、負傷者18名[10]

15日
- 津軽海峡上
  - 第一青函丸[10] - 人的被害なし[10]

## 函館市外
特記なき出典は『噴火湾空襲の「北海道空襲図」』より
- 戸井空襲
  - 津軽要塞汐首岬第1砲台と同汐首岬第2砲台[12][13][14]ほかに原木に高射砲があっために、他の町村より銃爆撃が激しく、被害も大きかった[15]。 14日に米軍機が釜谷、汐首方面を、翌15日は瀬田来、館町、浜町を攻撃した。死者7名、焼失家屋15戸[16]。
- 恵山空襲
- 椴法華空襲
- 尾札部空襲
- 臼尻空襲
- 鹿部空襲
- 七飯空襲
- 駒ヶ岳空襲
- 渡島沼尻空襲
- 森空襲
- 本石倉空襲
- 鷲ノ巣空襲
- 長万部空襲

## 調査・研究他
1970年代に函館市内の小学校に通う祖父が青函連絡船船長だった児童が「（函館では）広島や長崎（原子爆弾の投下）のことは教えてくれるが、函館空襲については教えてくれない」と教師に投げかけた。それを受け教師は函館市教育委員会や市立函館図書館（現・函館市中央図書館）に足を運んだものの、詳細な資料を見つけることができなかった。また空襲被害者を訪ねても思い出したくないと調査を断られることもあったという。空襲被害者の家族が就職活動時に、両親が揃っていないことを理由に不採用になるなど社会で不利益を被ることもあったという。

## 慰霊
慰霊碑は「第二次世界大戰 函館空襲戰災跡地 戰災者慰靈碑」と「第二次世界大戰 函館空襲戰災跡地 戰災者慰靈碑」で、どちらも函館市船見町の称名寺にある（2010年<平成22年>11月発行「平成22年度　全国戦災史実調査報告書」）。慰霊祭も函館空襲を記録する会の主催で開かれている。